# Раул (Джорджія)
Раул (англ. Raoul) — переписна місцевість (CDP) в США, в окрузі Гейбершем штату Джорджія. Населення — 2803 особи (2020).

## Географія
Раул розташований за координатами 34°27′28″ пн. ш. 83°36′3″ зх. д. / 34.45778° пн. ш. 83.60083° зх. д. (34.457691, -83.600862).  За даними Бюро перепису населення США в 2010 році переписна місцевість мала площу 5,22 км², з яких 5,20 км² — суходіл та 0,02 км² — водойми.

## Демографія
Згідно з переписом 2010 року, у переписній місцевості мешкало 2558 осіб у 348 домогосподарствах у складі 262 родин. Густота населення становила 490 осіб/км².  Було 405 помешкань (78/км²).
Расовий склад населення:
| - 66,8 % — білих - 24,6 % — чорних або афроамериканців - 0,7 % — азіатів - 0,4 % — корінних американців - 6,0 % — осіб інших рас |

До двох чи більше рас належало 1,4 %. Частка іспаномовних становила 10,2 % від усіх жителів.
За віковим діапазоном населення розподілялося таким чином: 11,8 % — особи молодші 18 років, 83,8 % — особи у віці 18—64 років, 4,4 % — особи у віці 65 років та старші. Медіана віку мешканця становила 36,1 року. На 100 осіб жіночої статі у переписній місцевості припадало 24,1 чоловіків;  на 100 жінок у віці від 18 років та старших — 17,6 чоловіків також старших 18 років.
Середній дохід на одне домашнє господарство  становив 40 745 доларів США (медіана — 31 075), а середній дохід на одну сім'ю — 44 290 доларів (медіана — 31 000). Медіана доходів становила 26 964 долари для чоловіків та 22 411 долар для жінок. За межею бідності перебувало 13,7 % осіб, у тому числі 21,1 % дітей у віці до 18 років та 29,6 % осіб у віці 65 років та старших.
Цивільне працевлаштоване населення становило 419 осіб. Основні галузі зайнятості: виробництво — 37,2 %, сільське господарство, лісництво, риболовля — 27,0 %, роздрібна торгівля — 10,3 %, освіта, охорона здоров'я та соціальна допомога — 7,6 %.